# Ossian

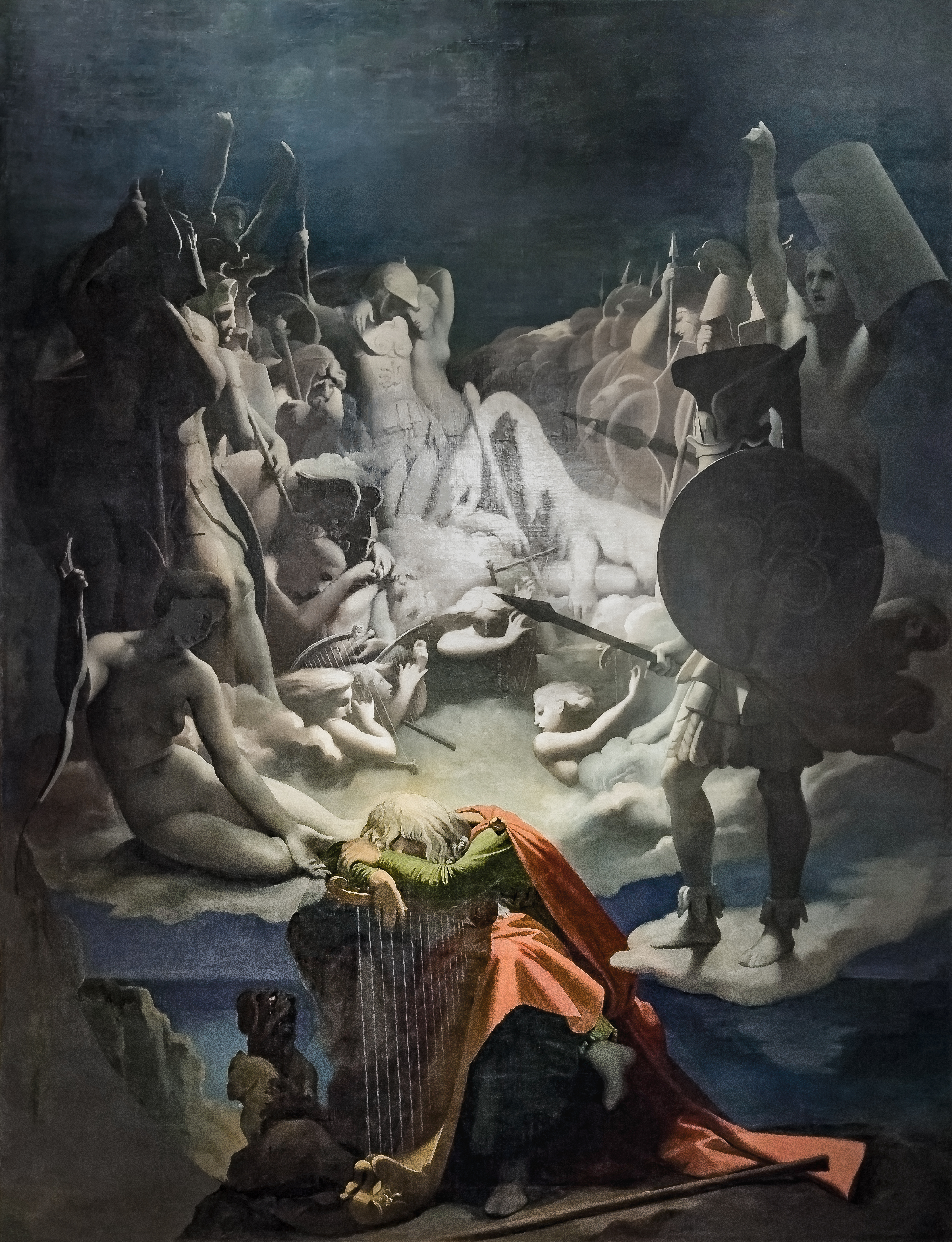
Sonho de Ossian, pintura de Jean Auguste Dominique Ingres, 1813

Ossian ([ˈɒʃən,_ˈɒsiən]; gaélico: Oisean) é o narrador e suposto autor de um ciclo de poemas épicos publicados pelo poeta escocês James Macpherson desde 1760. Macpherson afirmou ter coletado o material de boca-a-boca em gaélico escocês, como sendo de fontes antigas e que seu trabalho era sua tradução desse material. Ossian é baseado em Oisín, filho de Finn ou Fionn mac Cumhaill, anglicisado para Finn McCool, um bardo lendário que é um personagem da mitologia irlandesa. Os críticos contemporâneos se dividiram quanto a autenticidade da obra, mas o consenso desde então é que Macpherson enquadrou os poemas ele mesmo, com base em antigos contos populares que ele havia coletado e sendo assim, "Ossian" é, nas palavras de Thomas Curley, "a falsificação literária mais bem sucedida da história moderna."
O trabalho se tornou internacionalmente popular sendo traduzido em todas as línguas literárias da Europa e foi influente tanto no desenvolvimento do movimento romântico quanto no renascimento gaélico. "A disputa sobre a autenticidade das produções pseudo-gaélica de Macpherson," Curley afirma, "tornou-se um sismógrafo da frágil unidade dentro da inquieta diversidade imperial da Grã-Bretanha na era de Johnson." A fama de Macpherson foi coroada por seu enterro entre os gigantes literários na Abadia de Westminster. W.P. Ker observa que "todo o artesanato de Macpherson como impostor filológico não teria sido nada sem sua habilidade literária."

## Os poemas

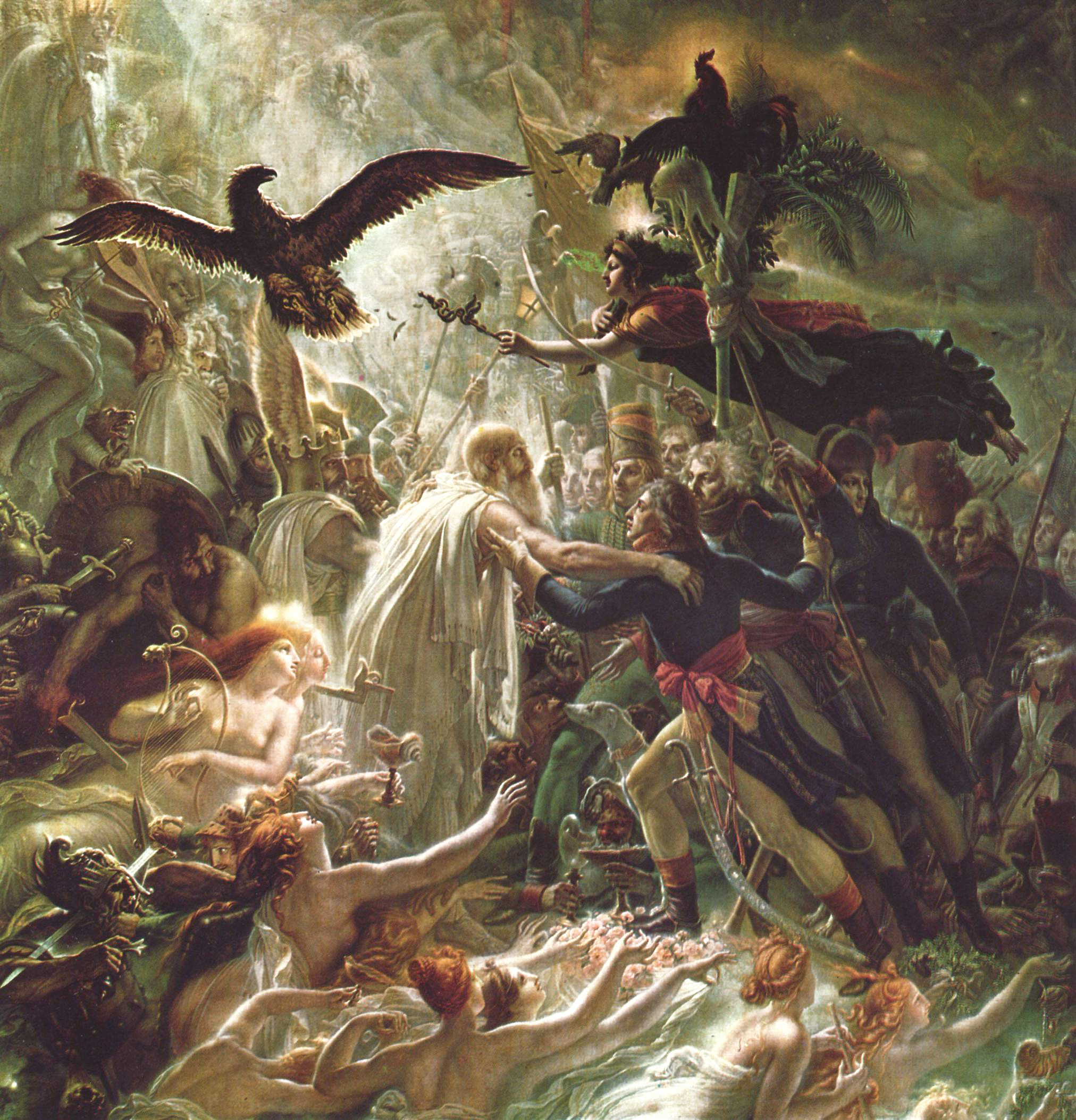
Ossian recebendo os fantasmas dos heróis franceses caídos, Anne-Louis Girodet, 1805

Em 1760 Macpherson publicou Fragments of ancient poetry, collected in the Highlands of Scotland, and translated from the Gaelic or Erse language. Mais tarde naquele ano, ele alegou ter obtido mais manuscritos e em 1761 alegou ter encontrado um épico sobre o tema do herói Fingal, escrito por Ossian. O nome Fingal ou Fionnghall significa "estranho branco". De acordo com o material de Macpherson, sua editora, alegando que não havia mercado para estes trabalhos, exceto em Inglês, disse que seria necessário que fossem traduzidos. Macpherson publicou essas traduções, durante os próximos anos, culminando em uma edição de colecionador, The Works of Ossian, em 1765. O mais famoso destes poemas Ossianicos foi Fingal, escrito em 1762.[carece de fontes?]
Os supostos poemas originais são traduzidos em prosa poética, com frases curtas e simples. O clima é épico, mas não existe uma única narrativa, embora os mesmos personagens reaparecem. Os personagens principais são o próprio Ossian, relatando as histórias quando velho e cego, seu pai Fingal (muito vagamente baseado no herói irlandês Fionn mac Cumhaill), seu filho morto Oscar (também com um homólogo irlandês) e a amante de Oscar Malvina (assim como Fiona, um nome inventado por Macpherson), que cuida de Ossian, na sua velhice. Embora as histórias "são de batalhas intermináveis e amores infelizes", aos inimigos e causas dos conflitos são dados poucas explicações e contexto.
Os personagens são dados a matar entes queridos por engano e morrendo de tristeza ou de alegria. Há pouca informação sobre a religião, cultura ou sociedade dos personagens e os edifícios quase não são mencionados. A paisagem "é mais real do que as pessoas que a habitam. Afogado em bruma eterna, iluminada por um sol decrépito ou por meteoros efêmeros, é um mundo de cinza." Fingal é o rei de uma região do sudoeste da Escócia talvez semelhante ao reino histórico de Dál Riata e os poemas parecem ser definidos em torno do século terceiro, com o "rei do mundo" mencionado sendo o imperador romano; Macpherson e os seus apoiadores detectaram referências a Caracalla (217 d., Como "caracul") e Carausius (293 d., Como "Caros", o "rei dos navios").

## Recepção

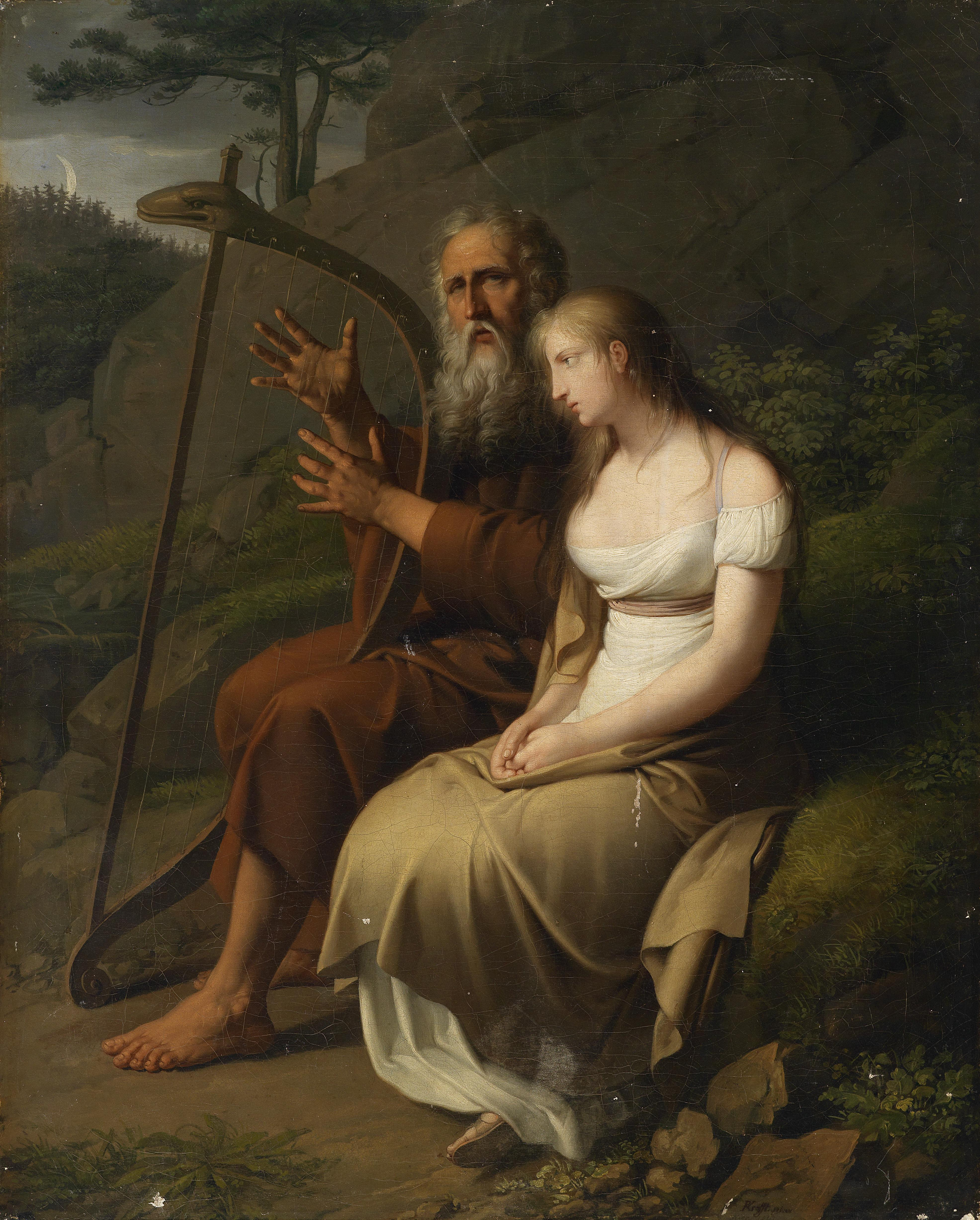
Ossian and Malvina, por Johann Peter Krafft, 1810

Os poemas alcançaram sucesso internacional; Napoleão, Diderot e Thomas Jefferson eram grandes admiradores, e Voltaire escreveu paródias deles. Eles foram proclamados como um equivalente céltico de Homero.

## Representações na arte
- É mencionado logo na primeira linha do poema Idéias íntimas de Álvares de Azevedo: "Ossian — o bardo é triste como a sombra"[8]